# Adjoint de Dirac
Pour les articles homonymes, voir Dirac.
 (février 2025).
En théorie quantique des champs, l'adjoint de Dirac {\displaystyle {\bar {\psi }}} d'un spineur de Dirac {\displaystyle \psi } est défini comme étant le spineur dual {\displaystyle \psi ^{\dagger }\gamma ^{0}}, où {\displaystyle \gamma ^{0}} est la matrice de Dirac. Peut-être pour éviter toute confusion avec l'adjoint hermitien {\displaystyle \psi ^{\dagger }}, certains livres ne donnent pas de nom à l'adjoint de Dirac et l'appellent simplement "psi-barre".